# Wife of Bath (rose)
'Wife of Bath' est un cultivar de rosier obtenu en 1969 par David Austin qui appartient à la série des roses anglaises. Il est issu du croisement de semis 'Madame Caroline Testout' (hybride de thé, Pernet-Ducher 1890) et de pollen ('Ma Perkins' x 'Constance Spry'). Il doit son nom au récit des Contes de Canterbury de Chaucer, Wife of Bath (en français : La Bourgeoise de Bath).

## Description
Le buisson de 'Wife of Bath' s'élève à 120 cm pour une largeur de 90 cm. Le feuillage est mat, vert foncé aux feuilles moyennes. Ses délicates roses de plus de 41 pétales d'un rose profond exhalent un parfum de myrrhe. De taille moyenne (4"), en forme de coupe, elles fleurissent en bouquets abondamment à la fin du printemps et au début de l'été, puis dispersées jusqu'à l'automne.
'Wife of Bath' supporte les hivers assez froids (zone de rusticité 6b).
David Austin s'est servi de ce cultivar pour produire de nouvelles roses anglaises, comme 'Gertrude Jekyll' (1986), 'Mary Rose' (1983), 'Pretty Jessica' (1983) ou encore 'Scepter'd Isle' (1989).